# Parepisparis ruptimacula
Parepisparis ruptimacula là một loài bướm đêm trong họ Geometridae.